# Similaun

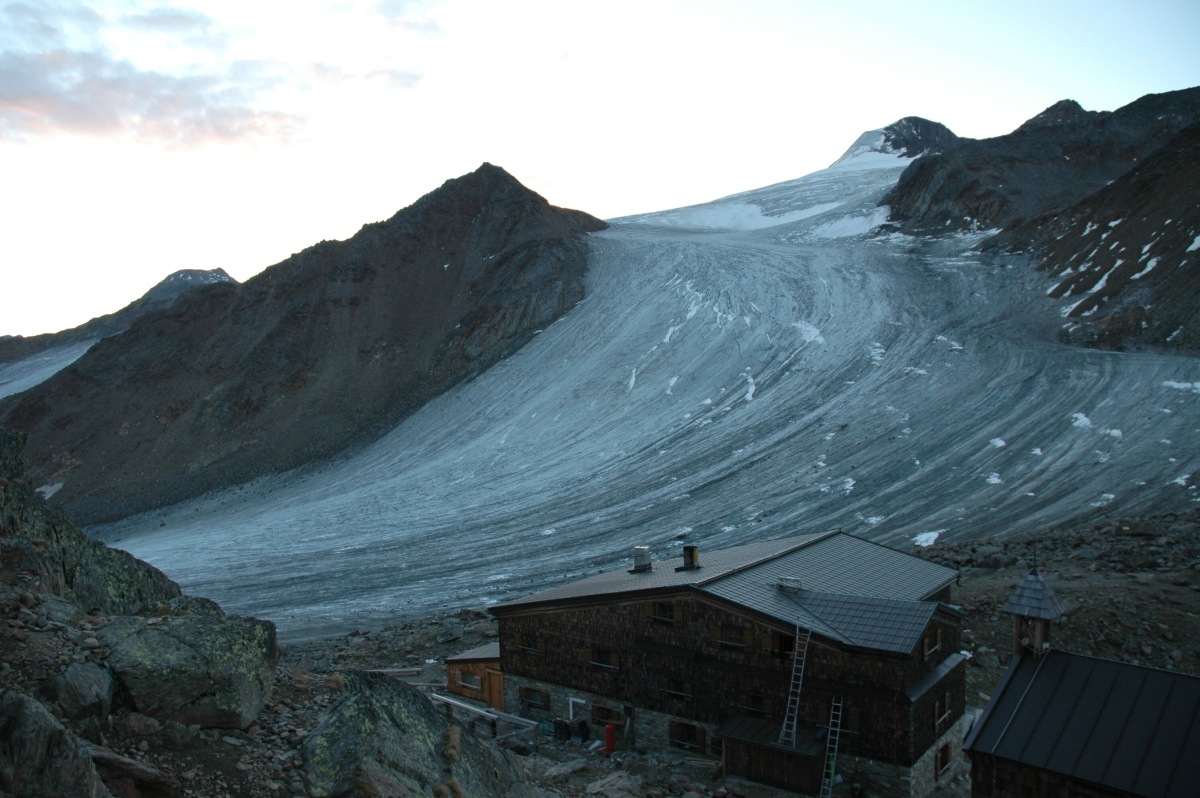
Similaun, Similaunhütte a ledovec Niederjochferner

Similaun ( [ˌzimiˈlaʊ̯n]) je pátý nejvyšší vrchol Ötztalských Alp. Leží v hřebenu Schnalskamm v Tyrolsku přesně na hranicích Rakouska a Itálie tak trochu zapomenut ve stínu nedaleké a mnohem navštěvovanější Wildspitze.
Vrchol se domimantně zvedá nad okolo ležícími ledovci: na severovýchodě Marzellferner, na severozápadě Niederjochferner a na jihu Grafferner. Na jihozápadě vrchol prudce padá do suťoviska nazvaného Similaungrube.

## Historie
Prvovýstup na vrchol Similaunu podnikli v roce 1834 Theodor Kaserer a Josef Raffeiner.
Kousek od chaty Similaunhütte, která je výchozím bodem pro výstup na Similaun, se nachází kousek pod sedlem Hauslabjoch v sedle Tisenjoch ve výšce 3210 m n. m. místo, kde byla v roce 1991 nalezena v ledu mumie člověka z doby měděné pojmenovaná Ötzi.

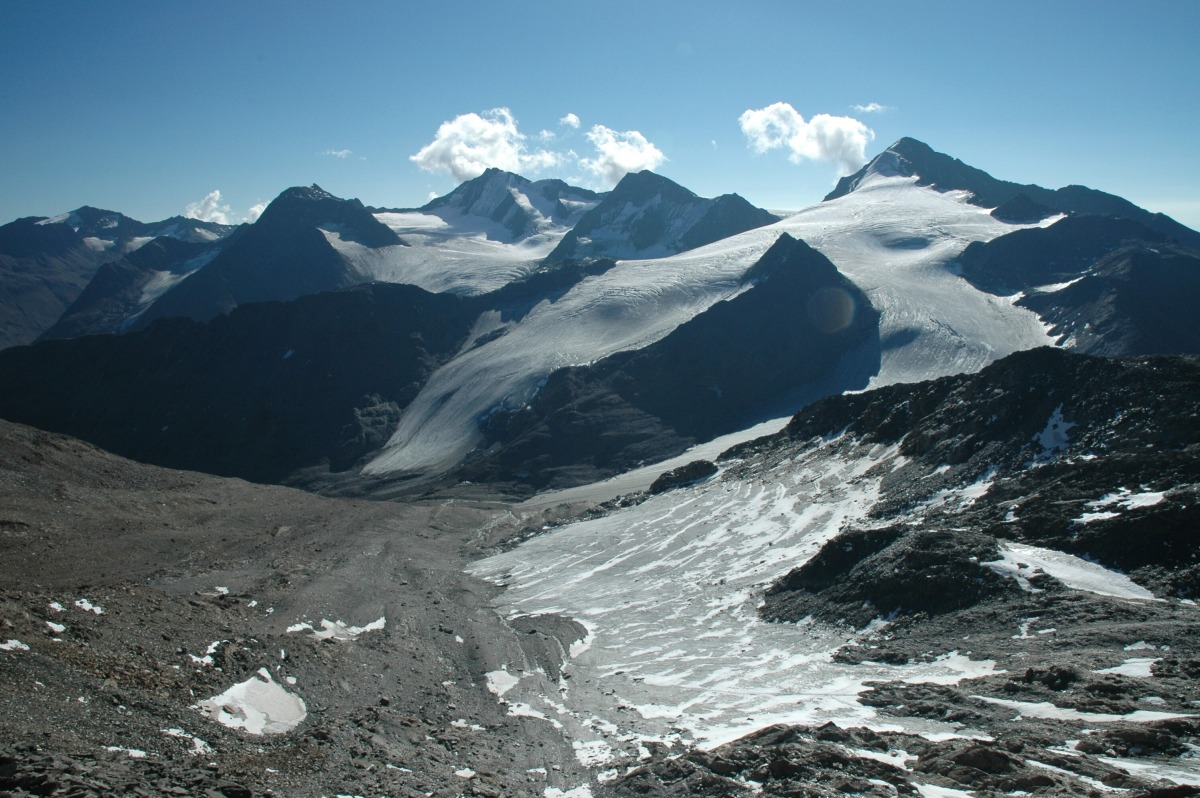
Vpravo Similaun

## Přístup
- Z jihu z italské strany – z údolí Val di Senales vystoupit k chatě Similaunhütte.
- Ze severu z rakouské strany údolím Niedertal z obce Vent vystoupit k chatě Similaunhütte nebo Martin Busch Hütte.

## Výstup
- Jako základní výstupový bod na vrchol Similaun slouží chata Similaunhütte. Od chaty se vystoupá po ledovci Niederjochferner až na sněhový vrcholový hřebínek a na samotný vrchol. Ledovec Niederjochferner obsahuje ve svém středu prohlubeň, kolem které je velké množství větších trhlin. Je proto dobré tuto prohlubeň obejít po jedné ze stran, kde je ledovec kompaktnější.
- Druhou variantou je výstup od chaty Martin Busch Hütte, po skalním hřebenu Marzellkamm, přes který se dostaneme na horní část ledovce Niederjochferner a následně na vrcholový hřebínek a samotný vrchol.

## Obtížnost
Obě výstupové varianty jsou pravými vysokohorskými cestami se všemi nástrahami, co vysokohorská turistika obnáší: přechod ledovce, exponovaný skalní terén, velké převýšení. Proto jsou základními předpoklady pro výstup jistá chůze, odolnost závratím, zkušenosti s pohybem po ledovci a záchrana z ledovcových trhlin, příslušné vybavení a samozřejmě dobrá fyzická kondice.

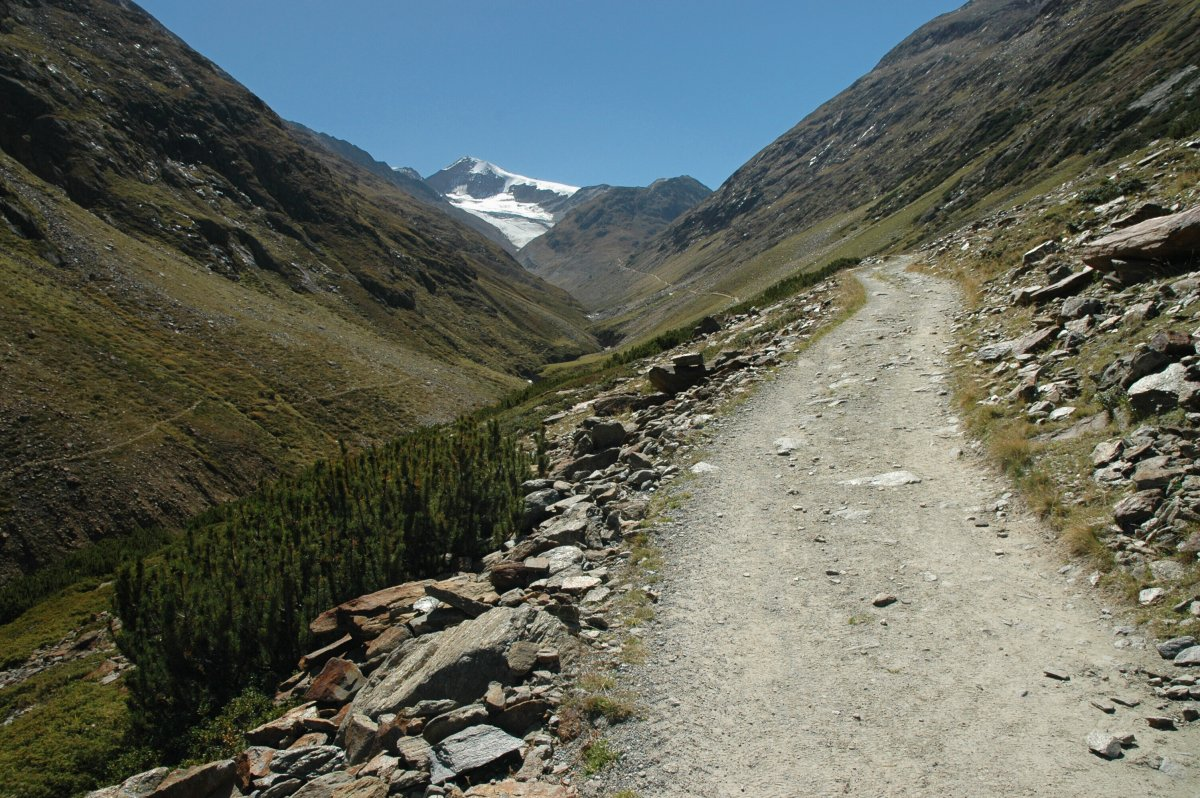
Similaun z údolí Niedertal

## Mapy
Kompass WK 43 (Ötztalské Alpy) – 1:50000

## Externí odkazy

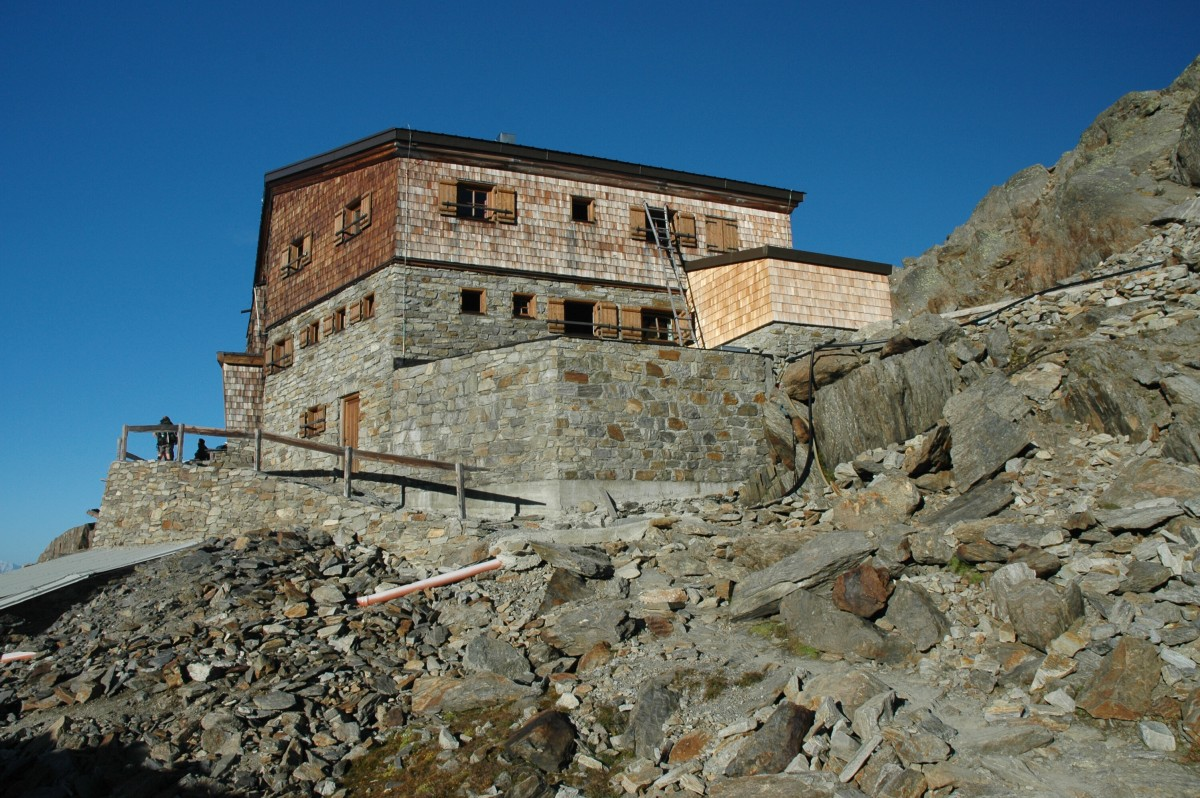
Similaunhütte